# 天理教校学園高等学校
天理教校学園高等学校（てんりきょうこうがくえんこうとうがっこう）は、学校法人天理教校学園が運営する奈良県天理市にあった共学・全寮制の高等学校。

## 概要
天理教の専従教師を養成する天理教校の付属機関として、天理教についての教育を行う学校である。入学希望者は「よふぼく」（天理教における資格の一つ）の子弟で、事前に最上級教会長からの推薦を受ける必要があり、また入試にも天理教に関する実技試験がある。これらが同じ天理教傘下の高校の天理高等学校と異なる。
授業にも天理教の教典・実技に関するカリキュラムがある（天理高校でも、コースによっては天理教に関する授業がある）。
海外からの帰国子女・海外信者子女・留学生を広く受け入れている（天理教海外部の推薦を受ける必要がある）。
毎年夏休みには、アメリカ・ヨーロッパ・ブラジル・メキシコ・韓国・台湾への2週間から3週間の海外研修が行なわれている（各国4名の選抜）。また、2年次には語学研修も行なわれている（II群コースのみ）。

## 沿革
- 1974年（昭和49年）4月 - 学校法人天理教校学園設立。同年4月、天理教布教専従者や天理教の教会長を育成する目的に、天理市布留町に天理教校附属高等学校（男子校）を開校。7月に天理市杣之内町に移転。
- 1989年（平成元年）4月 - 海外布教に寄与する人材の育成を目的に、天理市守目堂町に天理教校親里高等学校（男女共学）を開校。
- 1993年（平成5年）4月 - 天理教校附属高等学校が男女共学化。
- 1993年（平成5年)11月 - 現在地に天理教校附属高等学校、天理教校親里高等学校が移転（跡地には天理中学校、天理教語学院が入る）。
- 2005年（平成17年）4月 - 上記両校が合併し、現校名となる。
- 2020年（令和2年） - この年4月の入学生を最後に入学者受け入れを終了[1]。
- 2023年（令和5年）3月 - 閉校[1]。

## 学科
- 普通科
2・3年次にはI群からIII群までの3つのコース（選択）に分かれる。
1群 主に天理教からなる宗教主体に勉をおき、天理教の更なる発展を目指し人材育成に力を入れる。
2群 海外布教を念頭に置き、英会話に力を入れハワイ研修などを行い海外布教者の育成を目的とする。
3群 1〜3コースまで分かれており1.国公立大学進学 2.天理大学など私立文系大学進学 3.天理医療大学など医療系大学・専門学校進学を主に目的としている。
2年度開始時に個人の目的に沿ってコースを選択することができる。

## 部活動
- マーチングバンド部
1976年（昭和51年）4月、当時の天理教校付属高等学校の部活動としてスタート。マーチングバンド・バトントワーリング全国大会に関西代表として1979年の初出場（グランプリ）以来42回連続出場し、2020年現在、グランプリ（文部科学大臣賞）を通算16回獲得。
- 雅楽部[2]
2013年全国高等学校総合文化祭に奈良県代表として出場
- 求道部
- 造園部
- 国際研究部（ESS）
- 和太鼓部[3]
- 柔道部
- ラグビー部
1985年（昭和60年）の第65回全国高等学校ラグビーフットボール大会に出場し、1勝を上げている（「全国高等学校ラグビーフットボール大会 (奈良県勢)」も参照）。
- バスケットボール部
- サッカー部
- バレーボール部
- テニス部
- 空手道部
- レスリング部

## 卒業生
- 小野喜一 - ラグビー
- 高部大志 - ラグビー